# 舍皮伊夫卡
49°35′26″N 28°15′30″E / 49.59056°N 28.25833°E
舍皮伊夫卡（烏克蘭語：Шепіївка），是烏克蘭的村落，位於該國西南部文尼察州，由赫米利尼克區負責管轄，始建於1603年，面積11.96平方公里，海拔高度250米，2001年人口548，人口密度每平方公里45.82人。